# クリムゾン・キングの宮殿 (曲)
「クリムゾン・キングの宮殿」 (英語: The Court of the Crimson King) は、キング・クリムゾンが1969年に発表した楽曲。デビュー・アルバム『クリムゾン・キングの宮殿』の最終トラックに収録された。
シングル・カットされてアメリカ合衆国のBillboard Hot 100で80位を記録し、彼等にとって唯一の全米シングル・チャート入りを果たした。

## 解説
作詞はメンバーのピート・シンフィールド（作詞、照明）、作曲はメンバーのイアン・マクドナルド（木管楽器、キーボード、ボーカル）による。キング・クリムゾンが結成される前の1968年頃、シンフィールドはクリエイションというバンドを結成して、自分が書いた詩に曲をつけて歌っていた。ある日、彼が作詞作曲した楽曲「クリムゾン・キングの宮殿」を新メンバーのマクドナルドが聴いて、歌詞を残したまま旋律を全く異なるものに書き替えた。
1969年10月に発表されたデビュー・アルバム『クリムゾン・キングの宮殿』に収録された原曲は8分48秒だった。シングル盤では前半部がA面にPart One、後半部がB面にPart Twoとして収録された。

## パーソネル
- グレッグ・レイク - ボーカル、ベース
- イアン・マクドナルド - キーボード、メロトロン、木管楽器、バック・ボーカル
- ロバート・フリップ - ギター
- マイケル・ジャイルズ - ドラムス、バック・ボーカル
- ピート・シンフィールド- 作詞

## 使用
- キング・クリムゾンの2作目のアルバム『ポセイドンのめざめ』（1970年）に収録された組曲「デヴィルズ・トライアングル」の「ガーデン・オブ・ワーム」にワン・フレーズが挿入された。
- 2006年に公開されたSF映画『トゥモロー・ワールド』の劇伴音楽として提供された。

## ライヴ演奏
- 1969年のステージでは頻繁に演奏された。CD『エピタフ -1969年の追憶-』（1997年）、"King Crimson Live in Hyde Park"（2002年）に収録。
- 4作目のアルバム『アイランズ』（1971年）の制作メンバーによるコンサートで演奏された。『ライヴ・アット・プリマス・ギルドホール 1971』（2000年）、『ライヴ・イン・デトロイト、MI 1971』（2001年）に収録。

## カヴァー
- グレッグ・レイク - 1981年にゲイリー・ムーアを帯同して行なったツアーで披露。アルバム『イン・コンサート』（1995年）に収録。リンゴ・スター&ヒズ・オールスター・バンドの2001年のツアーでも披露。
- スティーヴ・ハケット - 1996年12月、元ジェネシスのハケットの日本公演で、作者のマクドナルド、元キング・クリムゾンのジョン・ウェットンがゲスト参加してカヴァー[4]。1998年に発表したライヴ・アルバム『TOKYOテープス〜ジェネシス・リヴィジテッド・ライヴ1996』に収録[4]。
- サクソン - 2001年に発表されたアルバム『キリング・グラウンド』に収録[5]。
- エイジア - 2006年から2007年にかけてのツアーで披露。ヴォーカルはウェットン。
- モルゴーア・クァルテット - 2012年、弦楽四重奏曲に編曲[6]。